# (if)
 (if)  — дев'ятий повноформатний студійний альбом Diary of Dreams, який вийшов 13 березня 2009. На дві пісні з альбому — «The Wedding» і «King of Nowhere», вперше за 15 річну кар'єру колективу, були зняти відеокліпи.

## Композиції
1. The Wedding [05:47]
2. Requiem 4.21 [05:31]
3. Odyssey Asylum [04:39]
4. Poison Breed [04:50]
5. Wahn!Sinn? [04:41]
6. The Colors of Grey [06:40]
7. Choir Hotel [06:17]
8. The Chain [05:04]
9. King of Nowhere [05:13]
10. 21 Grams of Nothing [04:04]
11. Mind over Matter [07:00]
12. Kingdom of Greed [05:18]

## Персоналії
- Адріан Хейтс — гітара, вокал
- Gaun:A — гітари, вокал
- D.N.S — барабани
- Торбен Вендт — синтезатори

### Технічний персонал
- Rainer Assmann — Мастерінг
- Adrian Hates — Мастерінг
- Daniel Myer — Продюсер
- Florian Sikorski — Запис вокалу
- Christian Zimmerli — Пре-мастерінг